# Istanbul - Édirne Express
Le Istanbul - Édirne Express est un train régional exploité par TCDD entre les villes d'Istanbul et d'Edirne .

## Histoire
La ligne de train est devenue opérationnelle en 1971 avec l'ouverture de la gare d'Edirne. Le train, qui part normalement de la gare d'Istanbul Sirkeci, part actuellement de la gare de Halkalı en raison des travaux qui ont débuté en 2016 ,.
Par ailleurs, la construction de la ligne de train à grande vitesse entre Istanbul et Edirne a débuté en juin 2019. Ainsi, l’objectif est de réduire le temps de trajet à 1 heure et 30 minutes ,.

## Exploitation
Il existe des services de navette depuis les deux villes tous les jours et le trajet dure environ 4 heures et 9 minutes .
| Istanbul – Édirne | Istanbul – Édirne |                 |
| Gare              | 12711             | 12721           |
| Gare              | Heure de départ   | Heure de départ |
| ----------------- | ----------------- | --------------- |
| Istanbul          | 08h40             | 18h00           |
| Édirne            | 12h49             | 22h09           |
| Temps de voyage   | 4 h 9 min         | 4 h 9 min       |
| Édirne – Istanbul |                   |                 |
| Gare              | 12712             | 12712           |
| Gare              | Heure de départ   |                 |
| Édirne            | 17h15             | 17h15           |
| Istanbul          | 21h24             | 21h24           |
| Temps de voyage   | 4 h 9 min         | 4 h 9 min       |